# 莫尔帕拉
莫尔帕拉是巴西巴伊亚州的一个市镇。总面积1731.929平方公里，总人口9462人，人口密度5.5人/平方公里。